# 台湾阿片令
台湾阿片令（たいわんあへんれい）は、日本統治時代の台湾における阿片の製造、輸出入、売買、授受、吸食その他の条件および罰則を規定した律令である。1897年（明治30年）1月21日公布、4月1日から施行。昭和3年律令第3号。昭和4年1月9日施行された。

## 条文
- 本令において阿片とは生阿片、阿片烟膏および薬用阿片をいう（1条）。
- 阿片を吸食することはできないが、ただ本令施行前の阿片癮者で台湾総督から吸食を特許された者が政府の売下げに係る阿片烟膏を吸食する場合は許される（2条）。
- 阿片の製造ならびに阿片烟膏および薬用阿片の売下げは政府において行ない、阿片吸食器具は政府の許可を受けなければ製造することはできない（3条）。
- 阿片または阿片吸食器具は輸入し、または輸出することはできない。しかし、
  1. 政府が阿片を輸入するとき、
  2. 命令の定めるところにより薬用阿片を輸出するとき、
  3. 台湾以外に仕向けられる生阿片または薬用阿片で輸入国政府の輸入証明書を有し、かつ不正使用の虞なしと認められるものを台湾において積換をなしまたは台湾を通過させるときは許される（4条）。
- 阿片または阿片吸食器具は台湾総督の許可を受けなければ売買し、授受し、所有し、または所持することができない。ただし、命令の定めるところにより次の各号の一に該当する場合は許される（5条）。
  1. 阿片烟膏の売捌人または小売人が阿片烟膏を売買し、授受し、所有しまたは所持するとき、
  2. 阿片吸食器具の製造人または販売人が阿片吸食器具を売買し、授受し、所有しまたは所持するとき、
  3. 阿片烟膏吸食特許者が阿片烟膏または阿片吸食器具を譲受けまたは所有しもしくは所持するとき、
  4. 医師、歯科医師、獣医師、薬剤師、薬種商または製薬者が薬用阿片を売買し、授受し、所有しまたは所持するとき、
  5. 前記の医師の処方箋をもって薬用阿片を譲受けまたは所有しもしくは所持するとき、
  6. 前各号の規定により阿片烟膏、薬用阿片または阿片吸食器具を所有し、もしくは所持する場合、これを所有しもしくは所持することができなくなったとき、またはこれを所有しまたは所持する者がなくなったときは、本人、相続人またはその財産管理者において譲渡し、所有しまたは所持するとき。
- 阿片烟膏元売捌人または阿片烟膏小売人は阿片烟膏を加工しまたは他物を混和することができない（6条）。
- 阿片烟灰は政府が買い上げる場合のほか、これを売買し、または授受し、所有し、もしくは所持することができない（7条）。
- 阿片烟舘を開設または維持することはできない（8条）。
- 阿片を製造する目的でケシを栽培することはできない（9条）。

- 本令違反の罰則は5年以下の懲役または5000圓以下の罰金、税関官吏、専売吏の違反者に対しては7年以下の懲役に処する。
- 未遂罪も罰せられる。